# Fenerbahce (vissengeslacht)
Fenerbahce is een geslacht van straalvinnige vissen uit de familie van de killivisjes (Nothobranchiidae).

## Soorten
- Fenerbahce formosus (Huber, 1979)
- Fenerbahce devosi Sonnenberg, Woeltjes & Van der Zee, 2011